# Giuseppe Savoldi
Giuseppe Savoldi (Gorlago, 21 gennaio 1947) è un ex calciatore e allenatore di calcio italiano, di ruolo attaccante.
Tra i centravanti italiani più prolifici della sua generazione, in Serie A ha collezionato 405 presenze segnando 168 reti, ponendosi in quindicesima posizione nella classifica marcatori all time del massimo campionato italiano. Capocannoniere della Serie A 1972-1973 e per 3 volte della Coppa Italia, vanta il primato dell'attaccante che più volte (12) è riuscito a presenziare nella top ten dei marcatori della massima serie italiana.

## Biografia
Proviene da una famiglia di sportivi: la madre, Gloria Guerini, nel 1946 vinse con la Amatori Bergamo il primo campionato italiano di pallavolo femminile, mentre il fratello minore Gianluigi detto Titti, scomparso nel 2008, e il figlio Gianluca sono stati anch'essi calciatori; a sua volta, in giovane età, lo stesso Giuseppe si era cimentato con la pallacanestro.

## Caratteristiche tecniche

### Giocatore
Ha giocato per quasi tutta la carriera come centravanti, anche se nel suo primo anno di professionismo con l'Atalanta in alcune occasioni è stato schierato come ala sinistra o addirittura come mezzala.
Era molto dotato nel gioco aereo, grazie anche ad un'elevazione notevole che aveva sviluppato giocando a basket, sport che praticava nell'A.L.P.E. Bergamo parallelamente all'attività calcistica, e che abbandonò esclusivamente dopo il suo primo anno in prima squadra all'Atalanta.

## Carriera

### Giocatore

#### Club

##### Atalanta

Un giovane Savoldi (in piedi, terzo da sinistra) agli esordi nell'Atalanta, nella stagione 1965-1966.

Esordì in Serie A nel 1965, diciottenne, con la maglia dell'Atalanta. Fa il suo debutto a livello professionistico il 29 agosto in Coppa Italia, segnando anche un gol contro il Verona. L'esordio in massima serie risale invece al 5 settembre successivo, in Atalanta-Fiorentina (1-1), prima giornata del campionato 1965-1966: in questa partita il tecnico degli orobici, Héctor Puricelli, lo schiera come ala sinistra, ruolo che Savoldi ricopre anche nella successiva giornata di campionato, chiusa con un pareggio a reti bianche contro la Juventus. Successivamente Puricelli (che sarà esonerato dopo cinque giornate) lo mette da parte, e anche con il suo sostituto, Stefano Angeleri, Savoldi continua a giocare principalmente nelle giovanili bergamasche; torna in prima squadra il 24 ottobre, giocando come mezzala in Atalanta-Lazio (0-0).
Il 30 gennaio 1966 Angeleri schiera per la prima volta Savoldi nel suo ruolo naturale di centravanti, nella partita pareggiata per 1-1 sul campo della Juventus: si tratta dell'ultima presenza del giovane attaccante bergamasco, che rivedrà il campo solo nei mesi di maggio e giugno nella Coppa Rappan, durante la quale gioca 2 partite e segna anche una doppietta, il 25 giugno 1966 nella partita vinta per 6-1 contro lo Strasburgo. Chiude quindi il suo primo anno da professionista con 9 presenze totali (4 in campionato, 3 in Coppa Italia e due nella Rappan) e 3 gol (uno in Coppa Italia e due nella Rappan).

Savoldi (accosciato, terzo da sinistra) in nerazzurro nel 1967-1968, stagione in cui si mise definitivamente in luce sottorete.

Nella stagione 1966-1967 Savoldi viene schierato con maggiore continuità da Angeleri, e il 9 ottobre 1966 segna il suo primo gol in carriera in Serie A, nella partita vinta per 3-1 sul campo della Lazio. Il 20 ottobre Savoldi, impiegato regolarmente come centravanti fino a fine stagione, segna la sua prima doppietta in massima serie, regalando alla squadra bergamasca un successo per 2-1 nel derby lombardo contro il Brescia; segna poi altri due gol in campionato, entrambi nel girone di ritorno: il primo contro il Lecco il 12 marzo 1967, e il secondo (il quinto stagionale) all'ultima giornata di campionato in Foggia-Atalanta (4-1). Nel suo secondo campionato in prima squadra Savoldi fa registrare un bilancio di 27 presenze (26 in campionato e una in Coppa Italia) con 5 reti.
Nonostante le offerte ricevute da varie squadre di Serie A, rimane all'Atalanta anche nella stagione 1967-1968, nella quale oltre a giocare una partita in Coppa Italia e due contro l'Austria Vienna in Coppa Mitropa (competizione in cui segna anche una rete, il 15 novembre 1968 nella sfida di andata vinta dai bergamaschi per 2-1 a Vienna) si conferma come centravanti titolare del club orobico, scendendo in campo in 27 delle 30 partite di campionato, nel corso delle quali mette anche a segno un totale di 12 reti, chiudendo per la prima volta in carriera in doppia cifra e confermandosi come uno dei giovani emergenti del campionato.

##### Bologna

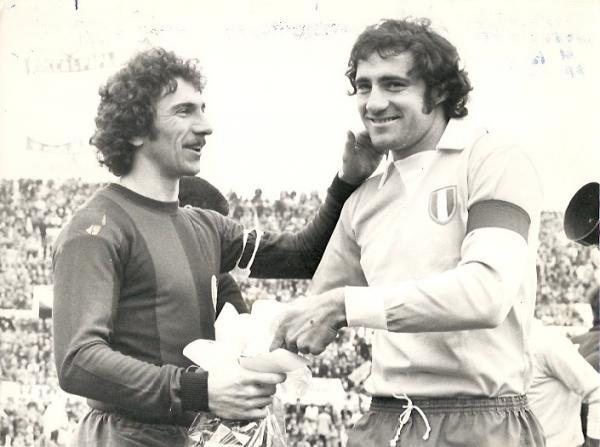
Savoldi allo stadio Olimpico di Roma saluta Giorgio Chinaglia della

Nell'estate del 1968 viene ceduto a titolo definitivo al Bologna, in cambio dell'attaccante brasiliano Sergio Clerici e di un conguaglio di 175 milioni di lire. Milita con profitto, dal punto di vista realizzativo, nelle file della squadra felsinea sino al 1975, sollevando due Coppe Italia nel 1970, anno in cui si fregia anche della Coppa di Lega Italo-Inglese, e nel 1974. I successi nella coppa nazionale arrivano entrambi col trionfo di Savoldi nelle relative classifiche marcatori, e sono inframezzati nel 1972-1973 dall'affermazione anche come capocannoniere della massima serie, con 17 reti, a pari merito con Gianni Rivera e Paolo Pulici.
Proprio coi bolognesi è suo malgrado protagonista di un fatto passato alla storia del calcio italiano: durante una trasferta ad Ascoli Piceno nella stagione 1974-1975, Savoldi realizza un gol regolare ma non convalidato per l'intervento di un raccattapalle, Domenico Citeroni, che da dietro la rete respinge volontariamente la palla in campo dopo che la stessa aveva già varcato la linea di porta, ingannando così l'arbitro.
Mette a referto un totale di 140 gol in maglia rossoblù, che ne fanno il quarto marcatore assoluto nella storia dei bolognesi dietro ai soli Angelo Schiavio, Carlo Reguzzoni ed Ezio Pascutti nonché, con 17 reti, il miglior goleador degli emiliani nelle coppe europee, a pari merito con Reguzzoni e Harald Nielsen.

##### Napoli

Savoldi al Napoli nella stagione 1978-1979, mentre esce dal campo con Pietro Anastasi dell'Ascoli.

Nel luglio del 1975 il Bologna cedette Savoldi al Napoli per la cifra di un miliardo e quattrocento milioni di lire, più la cessione (ancora una volta) di Clerici e la metà del cartellino di Rosario Rampanti (fino ad allora in comproprietà tra Napoli e Torino), valutati nel complesso 600 milioni: la cifra totale, fece guadagnare a Savoldi l'appellativo di Mister due miliardi.
Tale operazione, la più costosa mai portata a termine nel mondo del calcio professionistico fino ad allora fu aspramente contestata anche nello stesso capoluogo partenopeo, in un periodo di grave crisi economica e recessione (che diede adito ai rappresentanti sindacali di argomentare che con metà della cifra spesa sarebbe stato possibile rimborsare ai netturbini della città gli stipendi arretrati loro dovuti dal Comune di Napoli); tuttavia la passione sportiva dei napoletani prevalse sulle istanze sociali della città e la società registrò, grazie all'acquisto di Savoldi, 75 000 abbonamenti entro la fine dell'agosto successivo con conseguenti tre miliardi di lire di incasso.
Nei quattro anni trascorsi sotto al Vesuvio sigla 77 gol complessivi, vincendo nel 1976 un'altra Coppa Italia e una nuova Coppa Italo-Inglese; realizza inoltre due quaterne, in un Napoli-Foggia (5-0) di campionato e in un Napoli-Juventus (5-0) di Coppa Italia del 1978, edizione che lo vide prevalere come miglior marcatore grazie a uno score di 12 reti, primato dell'epoca – superato in seguito dal solo Gianluca Vialli nell'edizione 1988-1989.

##### Ritorni a Bologna e Bergamo

Salvodi a Bergamo nella stagione 1982-1983

Nell'estate del 1979 torna da capitano a Bologna dove, al termine della stagione, risulta coinvolto nello scandalo del Totonero venendo squalificato per tre anni e mezzo.
Dopo uno sconto di pena di due anni concesso dalla Federcalcio (dopo la vittoria azzurra al campionato del mondo 1982), ritorna in campo per un'annata con la squadra dei suoi esordi, l'Atalanta, nel campionato di Serie B 1982-1983. A fine torneo, dopo aver segnato 1 gol in 16 presenze, dà l'addio al calcio giocato. Comprendendo anche la sua prima parentesi con gli orobici, gioca un totale di 83 partite con la maglia nerazzurra, realizzando 22 gol.

#### Nazionale
Nel 1967 indossò per la prima volta la maglia azzurra, quella dell'Under-21, con cui nel settembre dello stesso anno vince la medaglia d'oro ai Giochi del Mediterraneo di Tunisi. In seguito, nel corso del 1975 ottenne le uniche convocazioni della carriera in nazionale A, con la quale mise a referto quattro presenze e un gol, su calcio di rigore, contro la Grecia nell'amichevole di Firenze del 30 dicembre, l'ultima sua partita in azzurro.

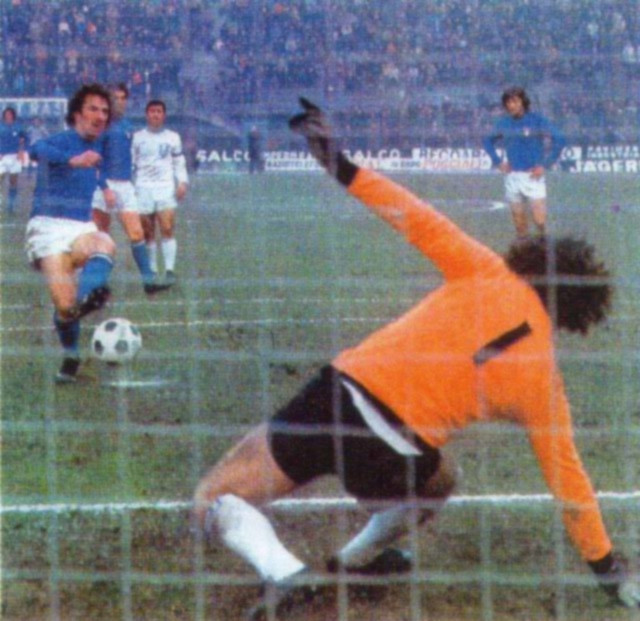
Savoldi contro la realizza nel 1975 il suo unico gol in nazionale

In generale Savoldi non riuscì mai a entrare stabilmente nel giro azzurro, da cui rimase escluso, a suo dire, per via di una carriera lontana dal calcio di vertice nonché per una certa predilezione, da parte dei commissari tecnici dell'epoca, verso la politica dei "blocchi" che riversava in nazionale buona parte dell'intelaiatura di una squadra di club: «Ai miei tempi era diverso. Contavano i clan. Assistevo impotente alle convocazioni di chi giocava nella Juventus o nel Torino o nella Lazio: per mantenere gli equilibri, spesso giocavano insieme Bettega e Graziani. E non si può davvero dire che chi andava in campo al mio posto fosse meglio di me».

### Allenatore
A cavallo degli anni 1980 e 1990 si è brevemente dedicato all'attività di allenatore, guidando formazioni di Serie C1 e C2 quali Carrarese, Lecco, Leffe, Massese, Siena, Spezia e Telgate, e conseguendo il suo miglior risultato nel campionato di Serie C2 1994-1995 quando, subentrando a stagione in corso a Roberto Bacchin sulla panchina del Saronno, vinse i play-off ottenendo la promozione in C1.

## Altre attività
Durante la sua permanenza a Napoli si cimentò anche nelle vesti di cantante incidendo, nel 1978, il singolo La favola dei calciatori che ebbe un discreto riscontro sia commerciale – con circa 70 000 copie vendute – sia di critica. Ha inoltre avuto nel 2005 un piccolo ruolo nel cortometraggio Il ponte, scritto da Altan e diretto da Stefano Missio.

## Statistiche

### Presenze e reti nei club
| Stagione        | Squadra         | Campionato      | Campionato | Campionato | Coppe nazionali | Coppe nazionali | Coppe nazionali | Coppe continentali | Coppe continentali | Coppe continentali | Altre coppe | Altre coppe | Altre coppe | Totale | Totale |
| Stagione        | Squadra         | Comp            | Pres       | Reti       | Comp            | Pres            | Reti            | Comp               | Pres               | Reti               | Comp        | Pres        | Reti        | Pres   | Reti   |
| --------------- | --------------- | --------------- | ---------- | ---------- | --------------- | --------------- | --------------- | ------------------ | ------------------ | ------------------ | ----------- | ----------- | ----------- | ------ | ------ |
| 1965-1966       | Atalanta        | A               | 4          | 0          | CI              | 3               | 1               | -                  | -                  | -                  | CR          | ?           | ?           | 7+     | 1+     |
| 1966-1967       | Atalanta        | A               | 26         | 5          | CI              | 1               | 0               | -                  | -                  | -                  | -           | -           | -           | 27     | 5      |
| 1967-1968       | Atalanta        | A               | 27         | 12         | CI              | 1               | 0               | -                  | -                  | -                  | CM+CA       | ?+?         | ?+?         | 28+    | 12+    |
| 1968-1969       | Bologna         | A               | 25         | 9          | CI              | 3               | 0               | CdF                | 3                  | 1                  | CdA         | 5           | 6           | 36     | 16     |
| 1969-1970       | Bologna         | A               | 30         | 6          | CI              | 12              | 6               | -                  | -                  | -                  | -           | -           | -           | 42     | 12     |
| 1970-1971       | Bologna         | A               | 28         | 15         | CI              | 3               | 2               | CdC                | 2                  | 1                  | CL+CAI      | 2+5         | 1+1         | 40     | 20     |
| 1971-1972       | Bologna         | A               | 30         | 11         | CI              | 9               | 3               | CU                 | 4                  | 1                  | -           | -           | -           | 43     | 15     |
| 1972-1973       | Bologna         | A               | 30         | 17         | CI              | 10              | 6               | -                  | -                  | -                  | -           | -           | -           | 40     | 23     |
| 1973-1974       | Bologna         | A               | 30         | 12         | CI              | 11              | 10              | -                  | -                  | -                  | -           | -           | -           | 41     | 22     |
| 1974-1975       | Bologna         | A               | 28         | 15         | CI              | 5               | 0               | CdC                | 2                  | 3                  | -           | -           | -           | 35     | 18     |
| 1975-1976       | Napoli          | A               | 28         | 14         | CI              | 11              | 6               | CU                 | 2                  | 1                  | -           | -           | -           | 41     | 21     |
| 1976-1977       | Napoli          | A               | 30         | 16         | CI              | 5               | 0               | CdC                | 8                  | 1                  | CL          | 0           | 0           | 43     | 17     |
| 1977-1978       | Napoli          | A               | 30         | 16         | CI              | 11              | 12              | -                  | -                  | -                  | -           | -           | -           | 41     | 28     |
| 1978-1979       | Napoli          | A               | 30         | 9          | CI              | 8               | 1               | CU                 | 2                  | 1                  | -           | -           | -           | 40     | 11     |
| Totale Napoli   | Totale Napoli   | Totale Napoli   | 118        | 55         |                 | 35              | 19              |                    | 12                 | 3                  |             | 0           | 0           | 165    | 77     |
| 1979-1980       | Bologna         | A               | 29         | 11         | CI              | 4               | 0               | -                  | -                  | -                  | -           | -           | -           | 33     | 11     |
| Totale Bologna  | Totale Bologna  | Totale Bologna  | 230        | 96         |                 | 57              | 27              |                    | 11                 | 6                  |             | 12          | 8           | 310    | 137    |
| 1982-1983       | Atalanta        | B               | 16         | 1          | CI              | 1               | 0               | -                  | -                  | -                  | -           | -           | -           | 17     | 1      |
| Totale Atalanta | Totale Atalanta | Totale Atalanta | 73         | 18         |                 | 6               | 1               |                    | -                  | -                  |             | ?           | ?           | 79+    | 28+    |
| Totale carriera | Totale carriera | Totale carriera | 421        | 169        |                 | 98              | 47              |                    | 23                 | 9                  |             | 12+         | 8+          | 554+   | 233+   |

### Cronologia presenze e reti in nazionale
| Cronologia completa delle presenze e delle reti in nazionale ― Italia | Cronologia completa delle presenze e delle reti in nazionale ― Italia | Cronologia completa delle presenze e delle reti in nazionale ― Italia | Cronologia completa delle presenze e delle reti in nazionale ― Italia | Cronologia completa delle presenze e delle reti in nazionale ― Italia | Cronologia completa delle presenze e delle reti in nazionale ― Italia | Cronologia completa delle presenze e delle reti in nazionale ― Italia | Cronologia completa delle presenze e delle reti in nazionale ― Italia |
| Data                                                                  | Città                                                                 | In casa                                                               | Risultato                                                             | Ospiti                                                                | Competizione                                                          | Reti                                                                  | Note                                                                  |
| --------------------------------------------------------------------- | --------------------------------------------------------------------- | --------------------------------------------------------------------- | --------------------------------------------------------------------- | --------------------------------------------------------------------- | --------------------------------------------------------------------- | --------------------------------------------------------------------- | --------------------------------------------------------------------- |
| 8-6-1975                                                              | Mosca                                                                 | Unione Sovietica                                                      | 1 – 0                                                                 | Italia                                                                | Amichevole                                                            | -                                                                     |                                                                       |
| 27-9-1975                                                             | Roma                                                                  | Italia                                                                | 0 – 0                                                                 | Finlandia                                                             | Qual. Euro 1976                                                       | -                                                                     |                                                                       |
| 22-11-1975                                                            | Roma                                                                  | Italia                                                                | 1 – 0                                                                 | Paesi Bassi                                                           | Qual. Euro 1976                                                       | -                                                                     |                                                                       |
| 30-12-1975                                                            | Firenze                                                               | Italia                                                                | 3 – 2                                                                 | Grecia                                                                | Amichevole                                                            | 1                                                                     |                                                                       |
| Totale                                                                |                                                                       | Presenze                                                              | 4                                                                     |                                                                       | Reti                                                                  | 1                                                                     |                                                                       |

### Statistiche da allenatore
| Stagione         | Squadra          | Campionato       | Campionato | Campionato | Campionato | Campionato | Coppe nazionali | Coppe nazionali | Coppe nazionali | Coppe nazionali | Coppe nazionali | Coppe continentali | Coppe continentali | Coppe continentali | Coppe continentali | Coppe continentali | Altre coppe | Altre coppe | Altre coppe | Altre coppe | Altre coppe | Totale | Totale | Totale | Totale | % Vittorie |
| Stagione         | Squadra          | Comp             | G          | V          | N          | P          | Comp            | G               | V               | N               | P               | Comp               | G                  | V                  | N                  | P                  | Comp        | G           | V           | N           | P           | G      | V      | N      | P      | %          |
| ---------------- | ---------------- | ---------------- | ---------- | ---------- | ---------- | ---------- | --------------- | --------------- | --------------- | --------------- | --------------- | ------------------ | ------------------ | ------------------ | ------------------ | ------------------ | ----------- | ----------- | ----------- | ----------- | ----------- | ------ | ------ | ------ | ------ | ---------- |
| dic. 1988-1989   | Telgate          | C2               | 21         | 8          | 6          | 7          | CI-C            | 2               | 1               | 0               | 1               | -                  | -                  | -                  | -                  | -                  | -           | -           | -           | -           | -           | 23     | 9      | 6      | 8      | 39,13      |
| 1989-1990        | Carrarese        | C1               | 34         | 8          | 19         | 7          | CI-C            | 2               | 0               | 0               | 2               | -                  | -                  | -                  | -                  | -                  | -           | -           | -           | -           | -           | 36     | 8      | 19     | 9      | 22,22      |
| 1990-gen. 1991   | Carrarese        | C1               | 15         | 4          | 3          | 8          | CI-C            | 9               | 5               | 3               | 1               | -                  | -                  | -                  | -                  | -                  | -           | -           | -           | -           | -           | 24     | 9      | 6      | 9      | 37,50      |
| Totale Carrarese | Totale Carrarese | Totale Carrarese | 49         | 12         | 22         | 15         |                 | 11              | 5               | 3               | 3               |                    | -                  | -                  | -                  | -                  |             | -           | -           | -           | -           | 60     | 17     | 25     | 18     | 28,33      |
| mar.-giu. 1992   | Spezia           | C1               | 13         | 3          | 7          | 3          | CI-C            | 0               | 0               | 0               | 0               | -                  | -                  | -                  | -                  | -                  | -           | -           | -           | -           | -           | 13     | 3      | 7      | 3      | 23,08      |
| 1992-1993        | Lecco            | C2               | 34         | 13         | 13         | 8          | CI-C            | 6               | 3               | 1               | 2               | -                  | -                  | -                  | -                  | -                  | -           | -           | -           | -           | -           | 40     | 16     | 14     | 10     | 40,00      |
| mar.-giu. 1994   | Massese          | C1               | 11+2       | 3+1        | 4+1        | 4          | CI-C            | 0               | 0               | 0               | 0               | -                  | -                  | -                  | -                  | -                  | -           | -           | -           | -           | -           | 13     | 4      | 5      | 4      | 30,77      |
| feb.-giu. 1995   | Saronno          | C2               | 14+3       | 6+1        | 7+2        | 1          | CI-C            | 0               | 0               | 0               | 0               | -                  | -                  | -                  | -                  | -                  | -           | -           | -           | -           | -           | 17     | 7      | 9      | 1      | 41,18      |
| ago.-nov. 1995   | Saronno          | C1               | 13         | 2          | 6          | 5          | CI-C            | 4               | 1               | 3               | 0               | -                  | -                  | -                  | -                  | -                  | -           | -           | -           | -           | -           | 17     | 3      | 9      | 5      | 17,65      |
| Totale Saronno   | Totale Saronno   | Totale Saronno   | 27+3       | 8+1        | 13+2       | 6          |                 | 4               | 1               | 3               | 0               |                    | -                  | -                  | -                  | -                  |             | -           | -           | -           | -           | 34     | 10     | 18     | 6      | 29,41      |
| gen.-giu. 1997   | Siena            | C1               | 17         | 5          | 8          | 4          | CI-C            | 0               | 0               | 0               | 0               | -                  | -                  | -                  | -                  | -                  | -           | -           | -           | -           | -           | 17     | 5      | 8      | 4      | 29,41      |
| feb.-mar. 1998   | Leffe            | C2               | 7          | 1          | 1          | 5          | CI-C            | 0               | 0               | 0               | 0               | -                  | -                  | -                  | -                  | -                  | -           | -           | -           | -           | -           | 7      | 1      | 1      | 5      | 14,29      |
| Totale carriera  | Totale carriera  | Totale carriera  | 184        | 55         | 77         | 52         |                 | 23              | 10              | 7               | 6               |                    | -                  | -                  | -                  | -                  |             | -           | -           | -           | -           | 207    | 65     | 84     | 58     | 31,40      |

## Palmarès

### Giocatore

#### Club

##### Competizioni nazionali
- Coppa Italia: 3

Bologna: 1969-1970, 1973-1974
Napoli: 1975-1976

##### Competizioni internazionali
- Coppa di Lega Italo-Inglese: 2

Bologna: 1970
Napoli: 1976

#### Nazionale
- Giochi del Mediterraneo: 1

Tunisi 1967

#### Individuale
- Capocannoniere della Coppa Italia: 3 (record condiviso con Gigi Riva)

1969-1970 (6 gol), 1973-1974 (10 gol), 1977-1978 (12 gol)
- Capocannoniere della Serie A: 1

1972-1973 (17 gol, ex aequo con Paolo Pulici e Gianni Rivera)